# Edmond Schwob
Pour les articles homonymes, voir Schwob.
Edmond  Schwob (né en 1936 à Mulhouse) est un rabbin français, rabbin de Saint-Louis (Haut-Rhin), de Haguenau, grand-rabbin de Nancy, connu pour le calendrier annuel juif Joseph Bloch.

## Biographie
Edmond  Schwob est né en 1936 à Mulhouse (Haut-Rhin). Ses parents sont médecins. Par sa grand-mère maternelle, il est en famille avec les Gugenheim.

### Études
Il fait ses études rabbiniques au Séminaire israélite de France.

### Rabbin de Saint-Louis
Il devient rabbin de Saint-Louis (Haut-Rhin.